# 19 Samodzielny Batalion Rozpoznawczy (LWP)
19 Samodzielny Batalion Rozpoznawczy (19 sbr) – samodzielny  pododdział rozpoznawczy i działań specjalnych SZ PRL.

## Formowanie i zmiany organizacyjne
16 lipca 1951 Sztab Generalny Wojska Polskiego na podstawie Zarządzenia NR 0185/Org. nakazał dowódcom II i IV Okręgu Wojskowego sformować samodzielne plutony rozpoznawcze. Dowódca Okręgu Wojskowego II (Pomorski OW) gen. dyw. Bronisław Półturzycki rozpoczął formowanie 5 samodzielnego plutonu rozpoznawczego o charakterze specjalnym przy 6 batalionie rozpoznawczym w Sztumie. Na mocy tego samego zarządzenia Dowódca Okręgu Wojskowego IV (Śląski OW) gen. dyw. Wsiewołod Strażewski rozpoczął formowanie 6 samodzielnego plutonu rozpoznawczego przy 7 batalionie rozpoznawczym w Opolu. Samodzielne plutony rozpoznawcze zostały sformowane wg. etatu Nr 5/98. W 1953 samodzielne plutony na podstawie Zarządzenia Nr 0154/Org. i SG z 2 kwietnia 1953 sformowano 9 i 10 samodzielną kompanię rozpoznawczą w Inowrocławiu i Oleśnicy Śląskiej wg. etatu 5/116 o stanie osobowym 118 wojskowych.
Na mocy Zarządzenia Szefa Sztabu Generalnego WP Nr 0215/Org. z dn. 18 września 1954 roku Dowódca Śląskiego Okręgu Wojskowego na bazie 10 Samodzielnej Kompanii Rozpoznawczej rozpoczął formowanie 19 Samodzielnego Batalionu Rozpoznawczego. Jednocześnie na mocy tego zarządzenia dowódca Pomorskiego Okręgu Wojskowego przekazał Dowódcy Śląskiego Okręgu Wojskowego 9 samodzielną kompanię rozpoznawczą, która została rozformowana. Następnie uzupełniła formowany 19 Samodzielny Batalion Rozpoznawczy, który powstał 25 października 1954. Miejscem formowania i postoju została Oleśnica Śląska. Batalion został zorganizowany według etatu Nr 5/119. Jednostka podlegała pod II Zarząd Sztabu Generalnego poprzez dowódcę ŚOW. W lipcu 1955 19 sbr przeniesiono do Wrocławia, gdzie jednostka specjalizowała się w wykonywaniu zadań dywersyjno-rozpoznawczych. Żołnierze jednostki nosili mundury typu US i bordowe berety, skoki wykonywali z samolotów C-47 i Li-2 należących do 6 Samodzielnej Eskadry Transportowej. Od 1 grudnia 1958 19 sbr zmienił podporządkowanie i etat. Zmianę sankcjonował rozkaz Ministra Obrony Narodowej Nr 0010/Org. z dnia 2 października 1958 przenosząc 19 sbr z etatu Nr 5/119 na etat Nr 5/231 o stanie osobowym 104 wojskowych i 3 kontraktowych, z jednoczesnym podporządkowaniem go Szefowi Zarządu II Sztabu Generalnego WP, pozostawiając go na zaopatrzeniu w Śląskim Okręgu Wojskowym. 
20 października 1959 19 sbr Zarządzeniem Szefa Sztabu Generalnego  Nr 094/Org. z dnia 31 sierpnia 1959 został podporządkowany dowódcy 6 Pomorskiej Dywizji Powietrznodesantowej z miejscem stacjonowania Bielsko. We wrześniu 1959 19 sbr przekazał kompanii rozpoznawczej 6 DPD kadrowy pluton rozpoznawczy. Batalion nadal pełnił zadania rozpoznawczo dywersyjne, jako jednostka utajniona z racji zadań do jakich była przeznaczona. W 1961 przemianowano 19 sbr na 19 Batalion Powietrznodesantowy, zmieniając etat z Nr 2/231 na 2/252. Batalion przeszedł zmiany organizacyjne, zmiana profilu działań rozpoznawczych i specjalnych na desantowo szturmowe spowodowała, że zrezygnowano z dalszego utrzymywania utajnionego oddziału. Zmiana nazwy i charakteru 19 specjalnego batalionu rozpoznawczego spowodowało, że utworzono nowy pododdział dywersyjno-rozpoznawczy 26 batalion rozpoznawczy.

## Skład organizacyjny (1954)
W chwili powstania w 1954 batalion liczył: 
- 22 oficerów,
- 47 podoficerów,
- 121 żołnierzy.

### Stan na rok 1954
Struktura organizacyjna w 1954 była:
- dowództwo i sztab
  - pluton łączności radiowej,
  - 1 kompania rozpoznawcza,
  - 2 kompania rozpoznawcza,
  - pluton samochodowy,
  - sekcja tyłów,
  - ambulatorium.

### Stan na rok 1958
W 1958 batalion liczył: 
- 18 oficerów,
- 31 podoficerów,
- 55 żołnierzy.

Struktura organizacyjna w 1958 była:
- dowództwo i sztab
- szefowie służb,
- drużyna łączności,
  - pluton łączności radiowej,
  - 1 kompania rozpoznawcza,
  - 2 kompania rozpoznawcza,
  - kwatermistrzostwo,
  - ambulatorium.

## Uzbrojenie i wyposażenie batalionu
Stan uzbrojenie i wyposażenia w 1954:
- pistolet TT wz.33
- pistolet maszynowy PPS-43
- rkm DP
- sprzęt optyczny (m.in. lornetki 6x30, lornetki 8x30, peryskopy zwiadowcy TR, busola Adrianowa)
- sprzęt spadochronowy (spadochrony desantowe PD-47, zapasowy PZ-41a)
- Sprzęt do nurkowania (m.in. zestawy lekkiego nurka ze skafandrem PW-1)
- sprzęt łączności (radiostacja R-104, radiostacja małej mocy „Siewier”)
- pojazdy (m.in. motocykle M-72 z koszami, motocykle typu Junak, GAZ-69, Star 66, sanitarka)
- sprzęt inny (m.in. nóż wojskowy wz. 55, wykrywacze min WIM, macki minerskie, łodzie gumowe ŁPJ, ŁMN, ubrania pływackie MPK, dywersyjny sprzęt pirotechniczny, kuchnia polowa)

## Dowódcy batalionu
W okresie od 1954 do 1961 dowódcami batalionu byli:
- kpt. Dymitr Muśko (1954–1957)
- mjr Antoni Sokołowski (1957–1958)[b]
- mjr dypl. Henryk Sobkiewicz (1958–1961)

## Przekształcenia
5 i 6 Samodzielny Pluton Rozpoznawczy (1951–1953) → 9 i 10 Samodzielna Kompania Rozpoznawcza (1953–1954) → 19 Samodzielny Batalion Szturmowy (1954–1961)